# Гербовый талер

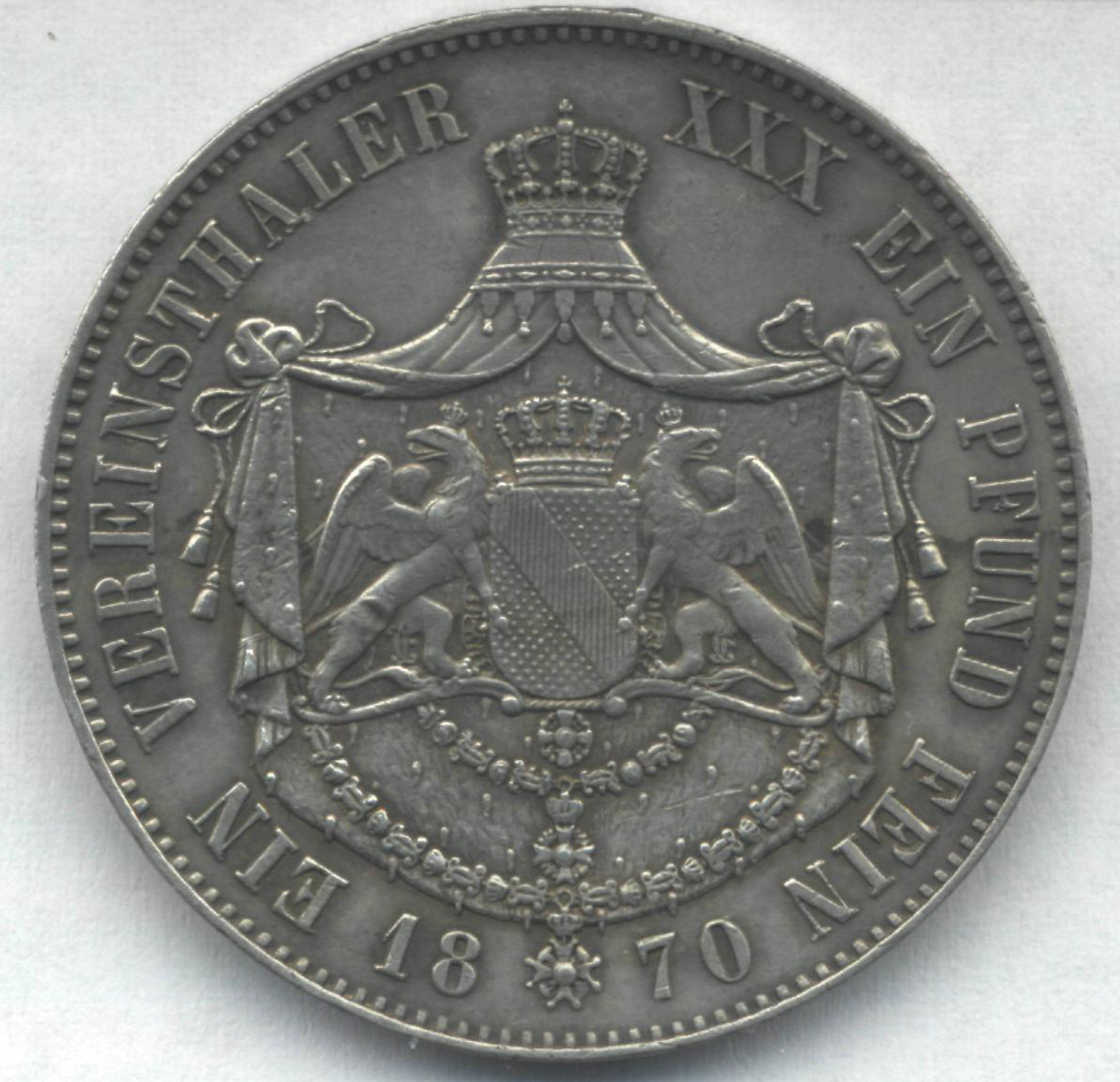
Реверс гербового союзного талера великого герцогства Баден 1870 года отчеканенного в Карлсруэ

Гербовый талер (нем. Wappentaler) — название монет талерового типа, которые содержат большой государственный герб. Относятся к категории гербовых монет. Наибольшее распространение помещение полного герба на основную денежную единицу многочисленных немецких государств отмечено в XIX столетии. К ним относится большинство двойных талеров, отчеканенных в период между подписанием Мюнхенского и Дрезденского монетных договоров в 1837 и 1838 годах соответственно и введением единой для всей Германской империи марки в 1871 году.